# Keuschorchis
Die Keuschorchis (Neotinea maculata), auch Gefleckte Waldwurz genannt, ist eine Pflanzenart aus der Gattung Neotinea in der Familie der Orchideen (Orchidaceae).

## Beschreibung

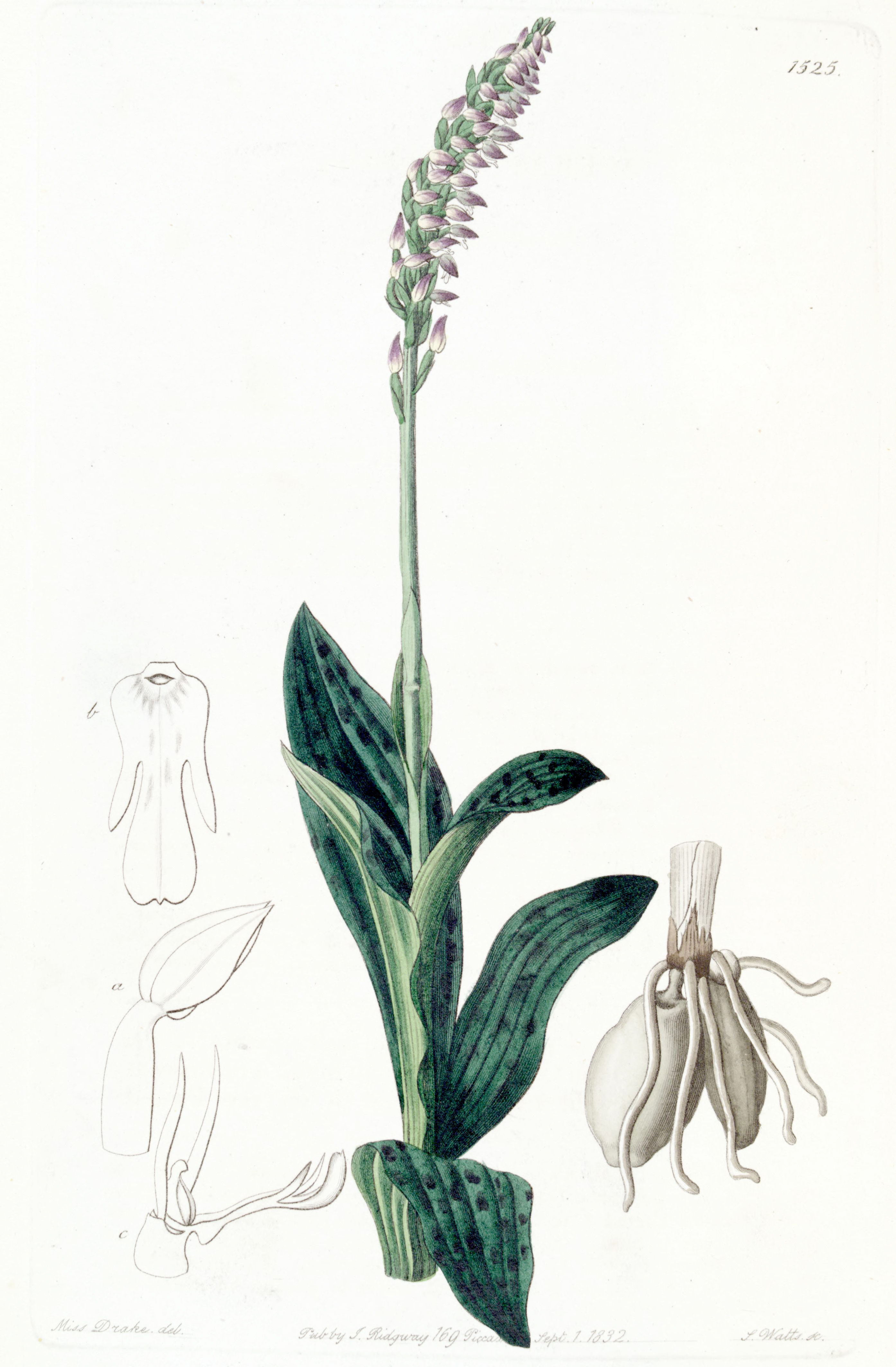
Illustration aus Edwards, Band 18, Tafel 1525

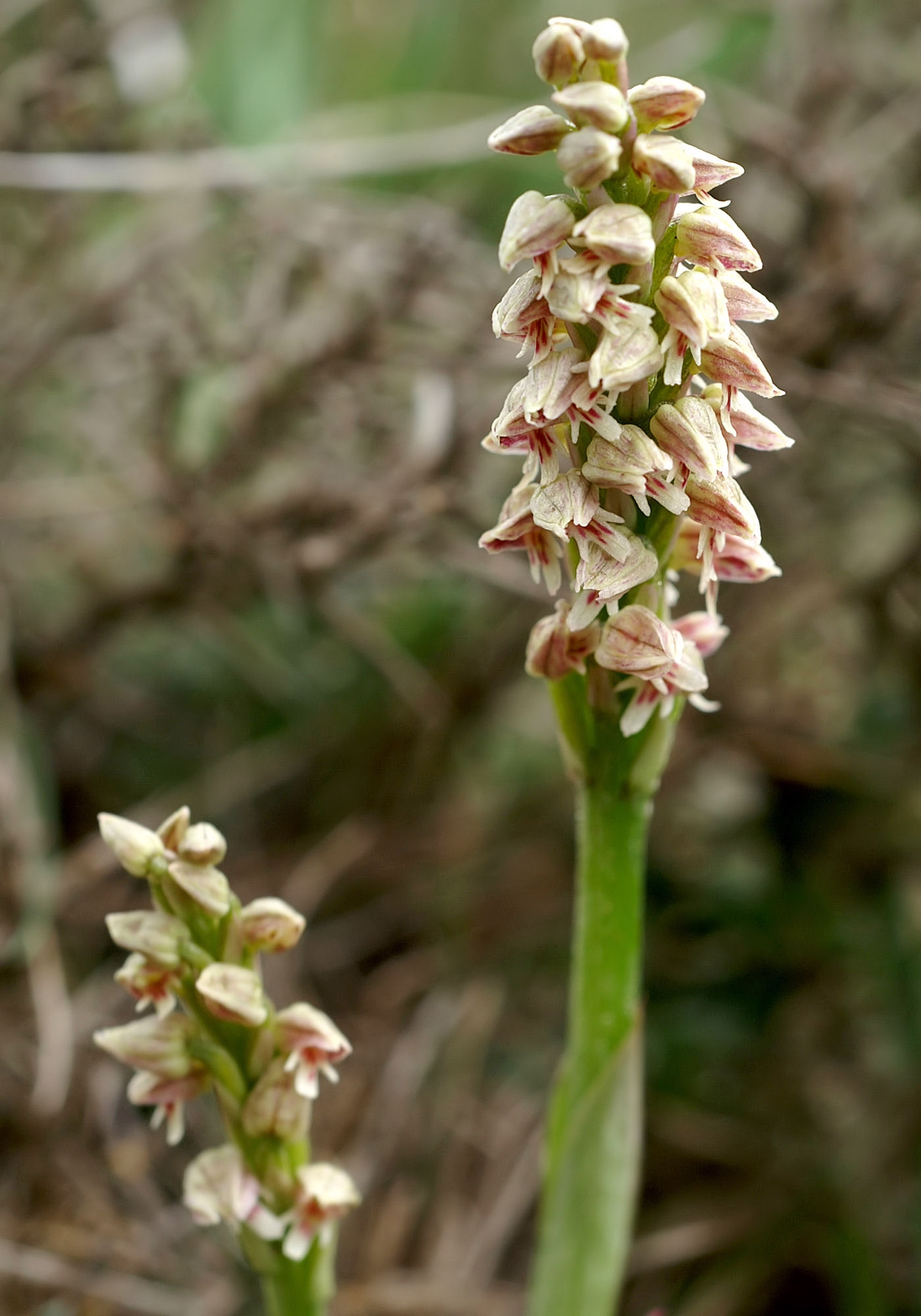
Blütenstand

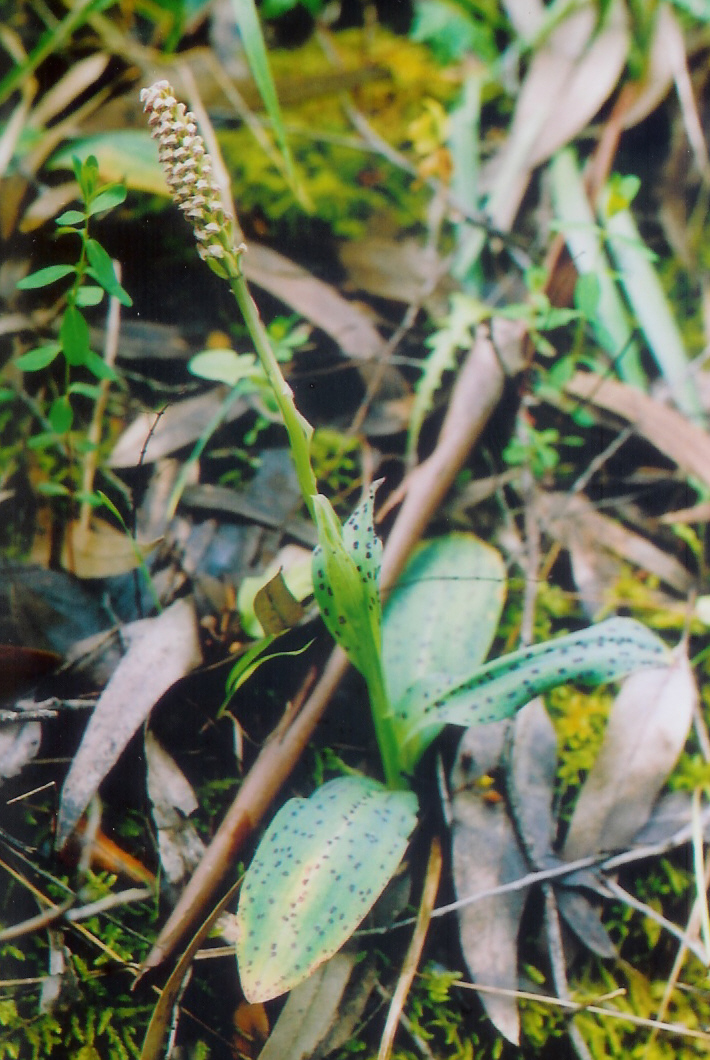
Habitus mit gefleckten Blättern

### Vegetative Merkmale
Neotinea maculata ist eine ausdauernde krautige Pflanze, die Wuchshöhen von 8 bis 30 Zentimetern erreicht. Als Überdauerungsorgane werden zwei runde, ungeteilte Pflanzenknollen gebildet. Der Stängel ist schlank, etwas hin und her gebogen.
Von zwei bis sechs Laubblättern sind zwei oder drei in einer grundständigen Rosette und die anderen wechselständig am Stängel verteilt angeordnet. Die Blattspreite der Grundblätter ist bei einer Länge von 3 bis 12 Zentimetern sowie einer Breite von 1 bis 3 Zentimetern länglich-eiförmig und gefleckt oder ungefleckt. Die Stängelblätter sind kleiner und scheidenförmig.

### Generative Merkmale
Der endständige, traubige Blütenstand ist bei einer Länge von 2 bis 10 Zentimetern schmal-zylindrisch und allseitswendig dicht mit zahlreichen Blüten besetzt. Die Tragblätter sind lanzettlich, etwa zwei Drittel so lang wie der Fruchtknoten und diesem anliegend.
Die relativ kleinen, zwittrigen Blüten sind zygomorph und dreizählig. Die Blütenhüllblätter sind weißlich, grünlich-weiß oder rosafarben. Die Blütenhüllblätter sind helmförmig zusammenneigend, die Sepalen sind spitz-lanzettlich, die Petalen spitz-linealisch. Die Lippe ist 3 bis 3,5 Millimeter lang und 2,5 bis 3 Millimeter breit und stark dreigeteilt. Das Spaltstück des Mittellappens ist keilförmig, an der Spitze oft zweispaltig und abwärts gebogen. Die Spaltstücke der Seitenlappen sind linealisch und schmaler als der Mittellappen. Der Sporn ist konisch, stumpf und leicht abwärts gekrümmt.
Die Blütezeit reicht von März bis Mai.
Die Chromosomenzahl beträgt 2n = 40.

## Ökologie
Neotinea maculata ist ein Knollen-Geophyt. Nach Duffy et al. (2009) erwies sich die Art als vollständig autogam. Sie braucht also keine Bestäuber. Die spontan in der Blüte zerfallenden Massulae fallen auf die Narbe und lösen eine Autogamie aus.

## Vorkommen
Das Verbreitungsgebiet von Neotinea maculata reicht vom Mittelmeerraum, von Nordafrika bis ins nordwestliche Europa und nach Makaronesien. Es gibt Fundortangaben für die Kanaren sowie Madeira, Algerien, Marokko, Tunesien, Libyen, Israel und Palästina, den Libanon bis Syrien, die Türkei, Griechenland, Zypern, Kreta und  Inseln der östlichen Ägäis, die Balearen, Korsika, Sardinien, Sizilien, Frankreich, Italien, Portugal, Spanien, Irland, das Vereinigte Königreich und das ehemalige Jugoslawien. Neotinea maculata gedeiht im Lorbeerwald, den Kiefernwäldern und dem Baumheidegebüsch Madeiras und der Kanaren und im Mittelmeerraum an halbschattigen Standorten in Pineten, an nordseitig exponierten Wänden, auch in der Phrygana und Macchie. Sie wächst in Höhenlagen von 0 bis 2000 Metern.

## Taxonomie
Die Erstbeschreibung erfolgte 1799 unter dem Namen (Basionym) Satyrium maculatum durch René Desfontaines in Flora Atlantica: sive historia plantarum quae in Atlante, agro tunetano et algeriensi crescunt Band 2, Seite 319. Die Neukombination zu Neotinea maculata (Desf.) Stearn wurde 1974 (publ. 1975) durch William Thomas Stearn in Annales Musei Goulandris, Band 2, Seite 79 veröffentlicht. Weitere Synonyme für Neotinea maculata (Desf.) Stearn sind: Aceras densiflorum (Brot.) Boiss., Aceras intactum (Link) Rchb. f., Aceras maculatum (Desf.) Gren.,  Aceras secundiflorum (Bertol.) Lindl., Coeloglossum densiflorum Hartm. ex Willk. & Lange, Habenaria intacta (Link) Lindl. ex Benth., Himantoglossum parviflorum Spreng., Himantoglossum secundiflorum (Bertol.) Rchb., Neotinea intacta (Link) Rchb. f., Ophrys densiflora (Brot.) Desf., Ophrys secundiflora Steud., Orchis atlantica Willd., Orchis ecalcarata Costa & Vayr., Orchis imbecilla Sol. ex Britten, Orchis intacta Link, Orchis sagittata Munby, Orchis secundiflora Bertol., Peristylus atlanticus (Willd.) Lindl., Peristylus densiflorus (Brot.) Lindl., Peristylus maculatus Lindl. ex Rchb. f., Satyrium atlanticum (Willd.) Lindl., Satyrium densiflorum Brot., Satyrium parviflorum Pers., Tinea cylindrica Biv., Tinea intacta (Link) Boiss., Tinea maculata (Desf.) Vis., Neotinea maculata var. stricta Landwehr. Das Epitheton "maculata" bedeutet "gefleckt" und bezieht sich auf die Laubblätter, die aber häufig auch ungefleckt sein können.

## Weiterführende Literatur
- Peter Schönfelder, Ingrid Schönfelder: Was blüht am Mittelmeer?: Mit über 850 Fotos. Kosmos, 2014, ISBN 978-3-440-14512-8, S. 527 (eingeschränkte Vorschau in der Google-Buchsuche).